# Madderi, Mulbagal
Madderi là một làng thuộc tehsil Mulbagal, huyện Kolar, bang Karnataka, Ấn Độ.